# Jean-Jacques Rouch
Jean-Jacques Rouch, né le 10 décembre 1950 à Toulouse où il est mort le 23 juin 2016, est un journaliste français depuis 1974, écrivain depuis 2002.

## Biographie
Jean-Jacques Rouch fréquente d'abord l'école Pierre-Dupont à Toulouse, puis le Lycée Raymond-Naves. Inscrit en études supérieures à l'Université de Lettres et sciences humaines de Toulouse, il s'oriente vers une Licence d'histoire de l'art, spécialisé dans l'Art musulman médiéval.
Diplômé d'une Maîtrise d'histoire, en histoire de l'Islam occidental médiéval XIIe et XIIIe siècles, il entame en 1974 sa carrière de journaliste à La Dépêche du Midi. D'abord Chef de rédaction à Cahors, puis à Montauban, il revient en 1987 à la Rédaction de Toulouse où il est principalement chargé des questions d'éducation, de laïcité et de religion.
Retraité en 2011, il fonde l'association "Amis de Jaurès". Il entre en 2014 au conseil municipal de Toulouse, où il siège jusqu’à sa mort.

## Publications
- Les Yeux d'Yzarn, Éditions Privat, 2002
- La Montreuse d'ours de Manhattan, Éditions Privat, 2004. Prix Mémoire d'Oc, prix de l'Académie du Languedoc
- Les Fiancés de Bordemalle, Éditions Privat, 2006
- Le Maître du safran, Éditions Privat, 2010. Prix de prose de l'Académie des Jeux floraux, Grand prix littéraire de la ville de Toulouse (Gourmet des Lettres)
- Toulouse, ville rose, Éditions Ouest-France, 2005
- Punis !, Éditions Elytis 2007. Préface de Jack Lang
- Jean le cagot : Maudit en terre d'oc, Toulouse, Privat, coll. « Roman historique », 2012, 215 p., 22 cm (ISBN 978-2-7089-5903-3). Nommé au Prix du roman historique de Blois
- Grands sites de Midi-Pyrénées (direction), Éditions Privat, 2012[5]

## Récompenses et distinctions

### Décorations
- Commandeur des Palmes académiques (chevalier en 1988, officier en 2000, commandeur en 2011)[6]
- Chevalier de l'ordre national du Mérite (1992, au titre du Ministère de l'Éducation nationale, décoré par Lionel Jospin)[7]